# Аквабайк
Аквабайк — гонки на гідроциклах (водні мотоцикли). Аквабайк є різновидом водномоторного спорту.

## Історія
Аквабайк зародився в Америці в 80-х роках. На світовому рівні аквабайк курують Міжнародний водно-моторний союз (UIM) і Міжнародна асоціація водно-моторного спорту (IJSBA). Щорічно вони проводять професійний тур з мотокросу на воді Pro Watercross Tour, чемпіонат Європи, Австралії, Бразилії, Франції, Великої Британії, Гуама, Таїланду, міжнародний турнір «Королівський кубок» і чемпіонати світу з аквабайку в трьох класах.
На українському рівні аквабайк курує (Федерація Аквабайку України, єдиний офіційний представник IJSBA).

## Безпека
Рушійною силою гідроцикла є не гвинт, а водомет, що значно скорочує кількість нещасних випадків при падінні з машини. Крім того, зап'ястя спортсмена з роз'ємом запалювання з'єднує спеціальний джгут, так що при падінні аквабайк відразу ж зупиняється. Але варто пам'ятати, що у гідроцикла немає гальма, зупиняти його за допомогою реверсу забороняє інструкція.
Правила категорично забороняють використовувати гідроцикли в безпосередній близькості від пляжів і в портових зонах.